# Estadio Tunavallen
El Tunavallen es un estadio multipropósito, pero principalmente dedicado a la práctica del fútbol, situado en la ciudad de Eskilstuna, en el condado de Södermanland en el centro de Suecia.

## Copa del Mundo 1958
Durante la VI edición de la Copa Mundial de Fútbol se realizó únicamente un partidos de la primera fase.
| Fecha       | Fase         | Equipo   |                     | Resultado |                       | Equipo     | Espectadores   |
| ----------- | ------------ | -------- | ------------------- | --------- | --------------------- | ---------- | -------------- |
| 11 de junio | Primera fase | Paraguay | Bandera de Paraguay | 3 - 3     | Bandera de Yugoslavia | Yugoslavia | 12 000 Reporte |

- Datos: Q1593861
- Multimedia: Tunavallen / Q1593861